# ソーホー (ニューヨーク)

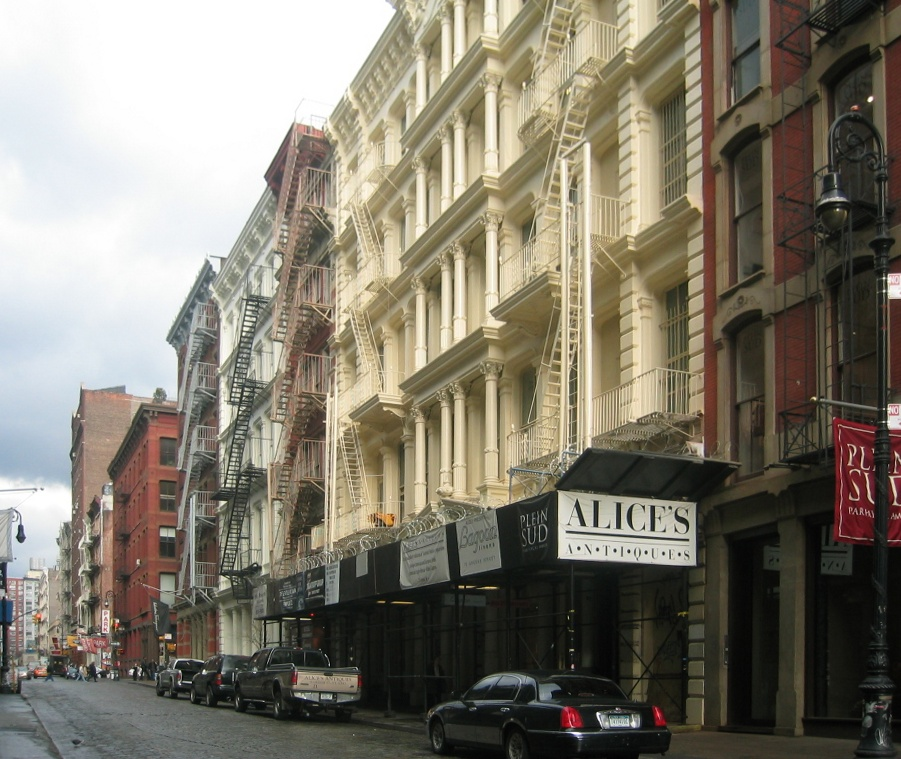
グリーン・ストリートのキャストアイアン建築

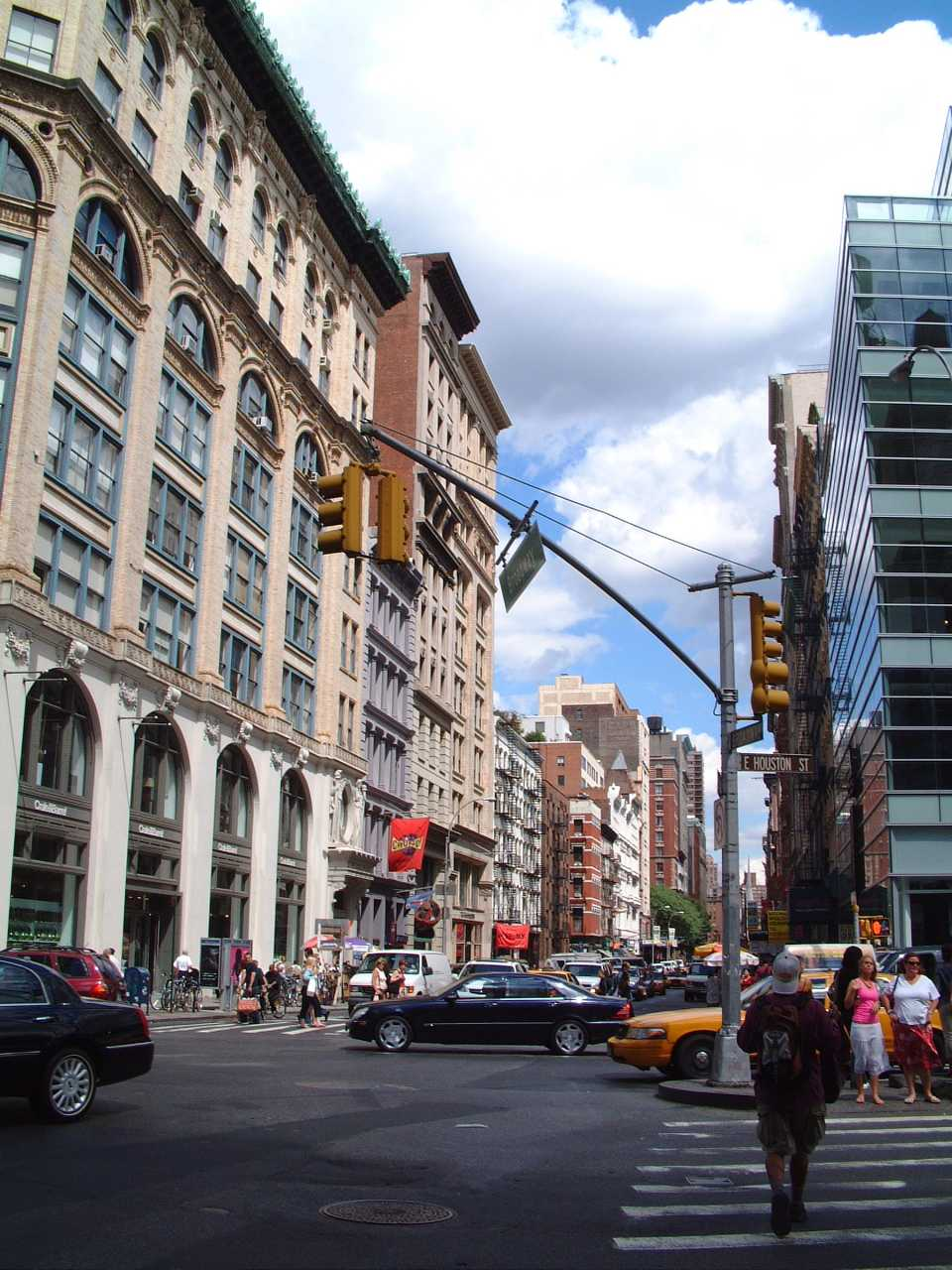
現在のソーホー（ハウストン通り沿い）

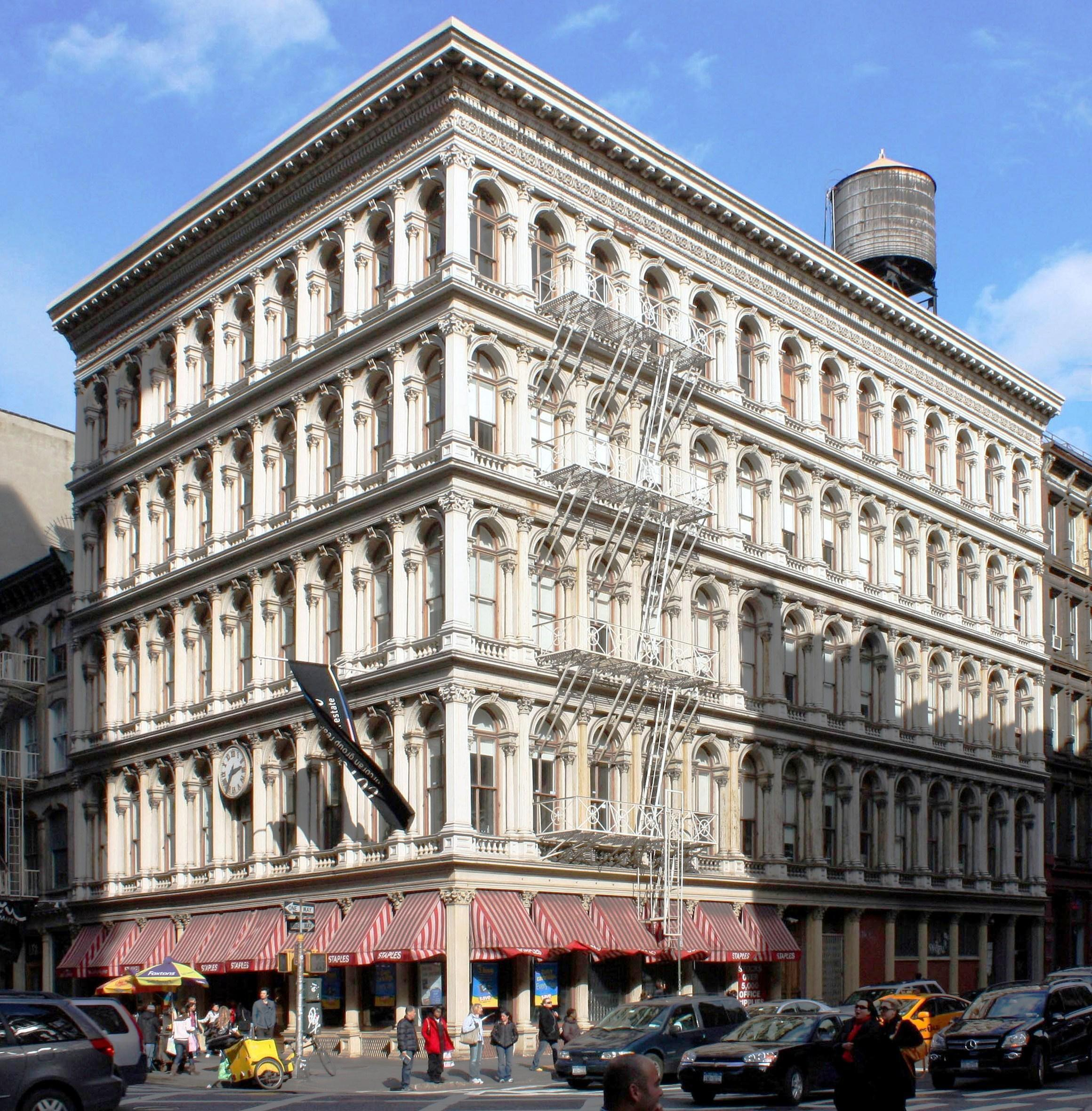
キャストアイアン建築（E.V. Haughwout Building、1857年竣工）

ソーホー (SoHo) は、ニューヨーク市マンハッタン区ダウンタウンにある地域である。

## 概要
ソーホーという地名は芸術家の町として盛り上がった1970年代ごろに登場したもので、語源は、ハウストン通りの南（South of Houston Street、ヒューストンとは発音しない）という意味であり、より早くから繁華街として有名だったロンドンのソーホーも意識している。
かつては芸術家やデザイナーが多く住む町として知られていたが、近年は高感度な高級ブティックやレストラン街となっている、多くの買い物客で賑わうエリアである。
ソーホーには世界で最も多くキャスト・アイアン建築が立ち並んでおり、市内に約250あるキャスト・アイアン建築のほとんどがこの地区にある。これらのほとんどは1840年から1880年に建設された。ソーホーのほとんどのエリアはソーホー＝キャスト・アイアン歴史地区 (SoHo-Cast Iron Historic District) となっている。これは、ニューヨーク市歴史建造物保存委員会によって1973年に登録され、2010年に拡張された。1978年にはアメリカ合衆国国家歴史登録財およびアメリカ合衆国国定歴史建造物に登録された。これには、26ブロック、およそ500の建物が含まれている。その多くは、キャスト・アイアン建築要素が組み込まれている。この地区内のストリートの多くは石畳となっている。

## 場所
ソーホーの範囲は異なるいくつかの定義がある。北はハウストン通り、東はラファイエット通りとセンター通り（またはクロスビー通り）、南はキャナル通り、西はウェスト・ブロードウェイ（または6番街）といった具合である。
さらに以下の地区と隣接する。
- 北：グリニッジ・ヴィレッジとノーホー
- 東：リトル・イタリー、ノリータ、チャイナタウン、ロウワー・イースト・サイド
- 西：サウス・ヴィレッジ（英語版）、ハドソン・スクエア
- 南：トライベッカ

### 歴史地区
ソーホー＝キャスト・アイアン歴史地区はソーホー地区内にある歴史地区である。その中心であるグリーン・ストリート（Greene Street）には、1869年から1895年にかけてつくられたキャストアイアン建築群がある。1960年代には高速道路計画 (Lower Manhattan Expressway) が持ち上がったため一帯は撤去される運命にあったが、当時のニューヨークでは1963年のペンシルバニア駅取り壊しなど相次ぐ歴史的建築の撤去をきっかけに建築保存運動が盛り上がっており、ソーホーでもキャストアイアン建築保存運動が起こった。これが功を奏して高速道路計画は撤回され、グリーン・ストリートは1973年に歴史地区となっている。
当初は、ウェスト・ブロードウェイの東側からクロスビー・ストリートの西側までであった。2010年にはウエスト・ブロードウェイのほとんどをカバーし、ラファイエット・ストリートとセンター・ストリートの西側にまで拡張された。その境界線は直線ではなく、ウエスト・ブロードウェイとラファイエット・ストリートの幾つかのブロックの一部は当該地区に含まれない。

## 歴史
植民地時代、現在のソーホー周辺はオランダ西インド会社の奴隷から解放された黒人たちに与えられた農地であり、マンハッタン島で解放された奴隷たちの初めての定住地であった。1660年代、この土地は探検家で商人のアウグスティン・ヘルマンが取得し、彼の義理の兄弟であるニコラス・ベイヤード（後のニューヨーク市長）に与えた。この土地はベイヤードがライスラーの反乱に参加したことで州に没収されたが、その判決は撤回され彼に返還された。
18世紀になっても、このあたりは小川が流れる丘であったという環境から、市街地の開発はBayardの土地まで及んでこず、依然としてマンハッタン島南部の市街地から見て郊外のままであった。アメリカ独立戦争中には、このあたりには数々の要塞、方形堡や胸壁が作られた。戦争に巻き込まれ金銭的に苦しくなったBayardは、戦後この土地を抵当に入れた。この土地はより小さい区画に分割されたが、市街開発はあまり進まなかった。ブロードウェイとキャナル・ストリートの付近だけは、いくらか製造業が興った。
コレクト池はかつてはこの島の重要な真水の水源だったが、後に汚染され悪臭を放ち大量の蚊の発生源となった。あたりの土地の所有者の苦情を受けた市議会の決定により、この池の水をハドソン川へ排水するため、用水路（キャナル）が建設された。この池と用水路は、後にBayardの住んでいた丘の土を使って埋め立てられた。この埋め立ては1811年に完了した。ブロードウェイが舗装され、歩道が建設されると、ブロードウェイ沿いとキャナル・ストリート沿いには多くの家が建てられ、中流階級の宅地開発がなされた。ジェイムズ・フェニモア・クーパーなどは早くからそのあたりに住んでいた。
19世紀半ばには、宅地開発初期に建てられた連邦様式やグリーク・リヴァイヴァル様式の住宅に変わって、より頑丈で装飾的なキャスト・アイアン建築（cast-iron、鋳鉄建築）が立ち並ぶようになった。ブロードウェイ沿いには大理石で覆われた大型の商業施設が並んだ。さらに、劇場が多く開かれ、ブロードウェイのキャナル・ストリートからハウストン・ストリートの間の区間は、ショッピング街と劇場街となりニューヨーク市のエンターテイメントの中心となった。それに伴い、多くの売春宿もできることとなった。
このように、現在のソーホー地区は19世紀に農地が市街地化して劇場街・商業街・娼館街として栄えた。しかしニューヨーク市の拡大と市の中心の北遷に伴い、この地区は衰退し、変わって繊維・衣服工場や倉庫などが入居して低賃金で移民労働者をこき使うようになった（スウェットショップ）。第二次世界大戦後は、繊維工場のアメリカ南部などへの移転などで空き家が目立つようになり、1950年代半ばを境に地区は衰退してゆく。付近では取り壊されてガソリンスタンドや駐車場となる物件が増え始めた。1960年代には倉庫や低賃金の零細工場などが入居するだけの、夜は無人となる荒廃した地区となり、「ヘルズ・ハンドレッド・エーカー」（Hell's Hundred Acres）と呼ばれ恐れられるようになった。
この地区は芸術家の町として1960年代から1970年代に掛けて注目されるようになった。当時は19世紀半ばに建てられたキャストアイアン建築が多く空いており、賃料が非常に安かった。上層階にあるロフトは天井も高く窓も大きく、明るい部屋で大きな作品の制作ができるため、次第にお金のない芸術家やデザイナーたちのロフトやアトリエに転換されていった。こうして、20世紀半ばに高級化した、かつては芸術家の天国と呼ばれていたグリニッジ・ヴィレッジあたりから多くの芸術家がこの地区に流入してくることとなった。
ロフトは本来工場であり居住目的には使用できず、ソーホーはゾーニング条例上は工業用地であり住居地区でもないため、彼らの居住は不法居住であった。ニューヨーク市は居住用建物の基準に合わないロフトを不法占拠している芸術家を排除して、ソーホーをもとの工業地に戻そうとしたが、ソーホーに住む芸術家が結成した組合や運動団体の抵抗を受け、結局1971年にはこの地区は工業地区から「芸術家のための居住兼就労地区（Joint Live-Work Quarters for Artists, JLWQA）」へと変更され、ニューヨーク市文化局などの公認を受けた芸術家に対して、ロフトでの居住と制作活動を認めるようになった。
ソーホーには、芸術家の集うレストランやギャラリー、ライブハウスができ、多くの歴史に残る個展や朗読会などが開かれていた。アップタウンからも多くの高級ギャラリーが芸術家の集積する雰囲気を求めて移転してくるようになり、1970年代半ばには画廊街として認識されるようになった。1980年代以降、カウンターカルチャーの聖地であったソーホーにあこがれた富裕なヤッピーたちが住むようになったほか観光客も集まるようになり、のどかな雰囲気は急速に失われていく。
ヤッピーや観光客相手の超高級レストランや高級ブランドの路面店が進出してくると、街はにぎやかになる一方喧騒がひどくなり、落ち着いて仕事や美術鑑賞のできる雰囲気ではなくなり、さらに致命的なことに地価が急騰した。やがて芸術家たちもギャラリーも、古くからの貧しい住民たちも家賃が払えなくなり、もっと賃料の安い地区に追い出されてしまった。ギャラリー街は主にチェルシー地区へ移転した。芸術家やデザイナーらはその他ロウワー・イースト・サイド地区・トライベッカ地区、ノーホー地区、ノリータ地区、ハーレム地区へ移り、さらにそれらの地区も高級化してしまい、現在はマンハッタンをも出てブルックリン（ウィリアムズバーグなど）にまで移りつつある。
21世紀の今日、世間に広まったイメージに反してソーホーには芸術家はほとんど住んでおらず、金持ち相手のギャラリーやブティック、高いレストラン、若い高給ビジネスマンの住まいが中心の地区となった。

## ジェントリフィケーション
ニューヨークではここ何十年かでおなじみになってしまったことだが、地価の安い荒廃した地区に若者が集まった後でそこが有名になり、地価が上がり、住民が追い出されて、最後には進出してきた高級店や高級アパートしか残らないといったジェントリフィケーション（高級化現象）が玉突き状に起こっている。
アメリカやヨーロッパにおいて、行政当局による老朽・貧困化したインナーシティの再開発のため、芸術・文化をきっかけにしたジェントリフィケーション（都心部の再生のための高級化）戦略をとることが多いが、往々にして地価高騰で追い出される古くからの住民や、荒廃後に住民となった移民と摩擦を起こすことが多い。ソーホーは、こうした都心再生戦略のモデルや、ジェントリフィケーションに伴う摩擦の原点となった。
ニューヨーク市ではこうした高級化によって住民が追い出されないようにするために、1982年に住民の家賃を抑制した「1982年ロフト法」を制定した。この条例の効果や、芸術家の共同所有するロフトが残ること、市文化局の認定を受けた芸術家しか居住できない地域（芸術家のための居住兼就労地区、Joint Live-Work Quarters for Artists, JLWQA）が存在することから、一定の数の旧住民や芸術家はいまもソーホーに残っている。

## 交通
地下鉄
ソーホーへはニューヨーク市地下鉄のA C E 系統の列車スプリング・ストリート駅、1 2 系統の列車ハウストン・ストリート駅、N Q R W 系統の列車プリンス・ストリート駅、そして4 6 <6> 系統の列車スプリング・ストリート駅から行くことができる。
バス
ハウストン・ストリートを走るクロスタウンM21および南北を走るM1, M5はこの地区内にバス停を持っている。

## その他の代表的な芸術家街
- モンマルトル（フランス・パリ18区）
- モンパルナス（フランス・パリ14区）
- ル・マレ（フランス・パリ3区及びパリ4区）
- カムデン・タウン（イギリス・カムデン区）
- ミッテ区（ドイツ・ベルリン市（旧東ベルリン地域））
- 798芸術区（中国・北京市）
- 莫干山路50号（中国・上海市）